# Marta Domachowska
Marta Domachowska (Warschau, 16 januari 1986) is een voormalig professioneel tennisspeelster uit Polen.
Domachowska werd gecoacht door Pawel Ostrowski, nadat zij door haar vader in aanraking met tennis was gebracht toen zij zeven jaar oud was. Haar favoriete ondergrond is hardcourt en zij spreekt Pools, Engels, Spaans en Russisch. Zij speelt rechtshandig en heeft een tweehandige backhand.
Domachowska wist geen WTA-toernooi te winnen. Wel was zij driemaal verliezend finaliste en won zij acht titels in het ITF-circuit. In het dubbelspel won zij wel een WTA-titel, in 2006 in Canberra met de Italiaanse Roberta Vinci.
Zij was actief in het proftennis van 2001 tot 2015.

## Loopbaan
Marta Domachowska begon haar carrière in 2001, toen zij een wildcard kreeg voor het Idea Prokom Open, een WTA-toernooi in Sopot (Polen). Daar verloor zij in de eerste ronde van Daria Panova. Dit was haar enige professionele wedstrijd in 2001, en zij eindigde het seizoen zonder een ranglijstpositie.
In 2002 kreeg zij een wildcard voor het toernooi in Warschau maar verloor hier in de eerste ronde van Céline Beigbeder. Daarna bereikte zij de halve finale van het toernooi in Sopot in het dubbelspel, samen met haar landgenote Klaudia Jans. Daarna won zij twee ITF-enkelspeltitels en een dubbelspeltitel, waardoor zij haar debuut maakte op de wereldranglijst op plek 745. Door haar goede spel eindigde zij het jaar op plek 356.
Het daarop volgende jaar 2003 bracht haar niet veel meer dan enkele uitschakelingen in de eerste ronde. Bij het toernooi van Warschau moest zij haar meerdere erkennen in Renata Voráčová, in Sopot kon zij niet winnen van Silvija Talaja en tijdens het toernooi van Pattaya vloog zij er in de eerste ronde uit door te verliezen van Olena Tatarkova. Zij eindigde het jaar op plek 244 van de wereldranglijst.
Het jaar 2004 werd haar doorbraak in het tennis door in Seoel de finale te bereiken, waarin zij werd verslagen door Maria Sjarapova. Ook bereikte zij de halve finale in Sopot voordat zij werd gestopt door Flavia Pennetta. Eerder dat jaar wist zij twee ITF-titels te winnen: in Belfort en in Warschau was zij de sterkste. Dit leidde tot een 74e plek op de wereldranglijst.
Met 2005 beleefde Marta Domachowska een goed jaar, waarin zij 63e werd op de wereldranglijst na het toernooi in Straatsburg, waar zij de Japanse Ai Sugiyama versloeg, maar in de finale door Anabel Medina Garrigues werd uitgeschakeld. In Peking zou zij eigenlijk spelen tegen Venus Williams, maar door Williams' knieblessure kreeg Domachowska een walk-over, waarna zij in de volgende ronde werd uitgeschakeld door de Duitse Anna-Lena Grönefeld. Zij kwam tot de tweede ronde bij Roland Garros en het Australian Open, maar op Wimbledon en het US Open lukte het haar niet om de eerste ronde te overleven. Zij kreeg op het einde van het seizoen last van een schouderblessure, en eindigde uiteindelijk 60e op de wereldranglijst.
2006 was haar beste jaar. Zij begon het seizoen met voor het eerst een WTA-toernooi te winnen, door de dubbelspeltitel in Canberra te grijpen samen met Roberta Vinci. Daardoor steeg zij op de wereldranglijst voor dubbelspelers naar de 62e plek. In Memphis bereikte zij wederom een finale, maar verloor ook deze kans op een enkelspeltitel. Op de prestigieuze toernooien van Indian Wells (derde ronde) en van Miami (tweede ronde) verdiende zij zoveel ranglijstpunten dat zij op de 37e plek van de wereldranglijst terecht kwam, haar hoogste positie ooit. Zij wist dit seizoen niet te imponeren op een grandslamtoernooi, en eindigde een stuk lager op de wereldranglijst doordat zij de punten die zij had behaald in 2005 niet wist te verdedigen.
Ook in 2007 verdedigde zij niet haar eerder behaalde punten, waardoor zij terugviel op de wereldranglijst naar plek 166. Wel bereikte zij de kwartfinale van het ITF-toernooi van Torrent (Spanje). Ook 2007 kenmerkte zich vooral doordat zij wegbleef van de grote toernooien, waar het haar niet lukte om een goede prestatie neer te zetten. Wel won zij het ITF-toernooi van Poitiers en nog enkele andere toernooien. Aan het einde van het jaar stond zij op de 180e plek van de wereldranglijst.
In 2008 begon zij sterk met het succesvol doorlopen van het kwalificatietoernooi en het aansluitend bereiken van de laatste 16 in het Australian Open. Echter in de vierde ronde werd zij verslagen door Venus Williams, die haar al vaker had uitgeschakeld. Later dat jaar vertegenwoordigde zij Polen op de Olympische spelen van Peking, zowel in het enkelspel als (samen met Agnieszka Radwańska) in het dubbelspel – zij verloor beide disciplines in de eerste ronde. Door deelname aan toernooien van de hogere categorieën bereikte zij in september nog de 51e plaats op de wereldranglijst, een niveau dat zij in haar verdere loopbaan niet meer zou halen.
In de periode 2003–2010 maakte Domachowska enkele malen deel uit van het Poolse Fed Cup-team – zij behaalde daar een winst/verlies-balans van 8–10.

## Posities op deWTA-ranglijst
Positie per einde seizoen:
| jaar | rang enkelspel | rang dubbelspel |
| ---- | -------------- | --------------- |
| 2002 | 356            | 243             |
| 2003 | 244            | 352             |
| 2004 | 74             | 204             |
| 2005 | 60             | 81              |
| 2006 | 90             | 82              |
| 2007 | 180            | 243             |
| 2008 | 56             | 100             |
| 2009 | 140            | 155             |
| 2010 | 299            | 304             |
| 2011 | 157            | 288             |
| 2012 | 225            | 344             |
| 2013 | 417            | 186             |
| 2014 | 889            | –               |

## Palmares
| Legenda                |
| ---------------------- |
| Grandslamtoernooi      |
| Olympische Spelen      |
| Year-End Championships |
| Tier I                 |
| Tier II                |
| Tier III               |
| Tier IV & V            |

### WTA-finaleplaatsen enkelspel
| nr.              | finale     | toernooi        | ondergrond    | tegenstandster          | score         |         |
| ---------------- | ---------- | --------------- | ------------- | ----------------------- | ------------- | ------- |
| gewonnen finales |            |                 |               |                         |               |         |
| geen             |            |                 |               |                         |               |         |
| verloren finales |            |                 |               |                         |               |         |
| 1.               | 2004-10-03 | WTA Seoel       | hardcourt     | Maria Sjarapova         | 1-6, 1-6      | details |
| 2.               | 2005-05-21 | WTA Straatsburg | gravel        | Anabel Medina Garrigues | 4-6, 3-6      | details |
| 3.               | 2006-02-25 | WTA Memphis     | hardcourt (i) | Sofia Arvidsson         | 2-6, 6-2, 3-6 | details |

### WTA-finaleplaatsen vrouwendubbelspel
| nr.              | finale     | toernooi        | ondergrond | partner             | tegenstandsters                          | score            |         |
| ---------------- | ---------- | --------------- | ---------- | ------------------- | ---------------------------------------- | ---------------- | ------- |
| gewonnen finales |            |                 |            |                     |                                          |                  |         |
| 1.               | 2006-01-13 | WTA Canberra    | hardcourt  | Roberta Vinci       | Claire Curran Līga Dekmeijere            | 7-6, 6-3         | details |
| verloren finales |            |                 |            |                     |                                          |                  |         |
| 1.               | 2005-02-06 | WTA Pattaya     | hardcourt  | Silvija Talaja      | Marion Bartoli Anna-Lena Grönefeld       | 3-6, 2-6         | details |
| 2.               | 2005-05-21 | WTA Straatsburg | gravel     | Marlene Weingärtner | Rosa María Andrés Rodríguez Andreea Vanc | 3-6, 1-6         | details |
| 3.               | 2006-07-23 | WTA Cincinnati  | hardcourt  | Sania Mirza         | Maria Elena Camerin Gisela Dulko         | 4-6, 6-3, 2-6    | details |
| 4.               | 2008-09-14 | WTA Bali        | hardcourt  | Nadja Petrova       | Hsieh Su-wei Peng Shuai                  | 7-6, 6-7, [7-10] | details |

### Gewonnen ITF-toernooien enkelspel
| nr. | finale     | toernooi  | dotatie  | tegenstandster in finale | score         |
| --- | ---------- | --------- | -------- | ------------------------ | ------------- |
| 1.  | 2002-05-26 | Olecko    | $10.000  | Liana Ungur              | 1-6, 6-3, 6-1 |
| 2.  | 2002-10-28 | Stockholm | $10.000  | Sabrina Jolk             | 6-3, 6-4      |
| 3.  | 2003-07-07 | Torun     | $25.000  | Anastasija Jakimava      | 7-5, 3-6, 6-4 |
| 4.  | 2004-01-26 | Belfort   | $25.000  | Adriana Barna            | 3-6, 6-0, 6-0 |
| 5.  | 2004-02-09 | Warschau  | $25.000  | Angelique Kerber         | 7-6, 3-6, 6-3 |
| 6.  | 2007-11-19 | Poitiers  | $100.000 | Anna Lapoesjtsjenkova    | 7-5, 6-0      |
| 7.  | 2011-01-30 | Grenoble  | $25.000  | Naomi Broady             | 6-4, 6-4      |
| 8.  | 2011-06-18 | Istanbul  | $25.000  | Margalita Tsjachnasjvili | 7-5, 6-3      |

### Gewonnen ITF-toernooien dubbelspel
| nr. | finale     | toernooi         | dotatie  | partner            | tegenstandsters in finale             | score            |
| --- | ---------- | ---------------- | -------- | ------------------ | ------------------------------------- | ---------------- |
| 1.  | 2002-11-03 | Stockholm        | $10.000  | Elke Clijsters     | Jennie Loow Suzanne van Hartingsveldt | 6-1, 6-1         |
| 2.  | 2007-05-12 | Rome             | $100.000 | Emma Laine         | Maret Ani Caroline Maes               | 1-0, opg.        |
| 3.  | 2011-06-18 | Istanbul         | $25.000  | Teodora Mirčić     | Daniella Dominikovic Melis Sezer      | 6-4, 6-2         |
| 4.  | 2013-09-29 | Clermont-Ferrand | $25.000  | Michaëlla Krajicek | Margarita Gasparjan Aljona Sotnikova  | 5-7, 6-4, [10-8] |
| 5.  | 2013-10-27 | Saguenay         | $50.000  | Andrea Hlaváčková  | Françoise Abanda Victoria Duval       | 7-5, 6-3         |

## Resultaten grandslamtoernooien
| Legenda | Legenda                          |
| ------- | -------------------------------- |
| g.t.    | geen toernooi gehouden           |
| l.c.    | lagere categorie                 |
| –       | niet deelgenomen                 |
| G       | uitgeschakeld in de groepsfase   |
| 1R      | uitgeschakeld in de eerste ronde |
| 2R      | uitgeschakeld in de tweede ronde |
| 3R      | uitgeschakeld in de derde ronde  |
| 4R      | uitgeschakeld in de vierde ronde |
| KF      | uitgeschakeld in de kwartfinale  |
| HF      | uitgeschakeld in de halve finale |
| F       | de finale verloren               |
| W       | het toernooi gewonnen            |
| w-v     | winst/verlies-balans             |

### Enkelspel
| Toernooi        | 2005 | 2006 | 2007 | 2008 | 2009 | w-v |
| --------------- | ---- | ---- | ---- | ---- | ---- | --- |
| Australian Open | 2R   | 1R   | 1R   | 4R   | 1R   | 4-5 |
| Roland Garros   | 2R   | 1R   | –    | 2R   | 1R   | 2-4 |
| Wimbledon       | 1R   | 1R   | –    | 2R   | 1R   | 1-4 |
| US Open         | 1R   | 1R   | –    | 1R   | 1R   | 0-4 |

### Vrouwendubbelspel
| Toernooi        | 2005 | 2006 | 2007 | 2008 | 2009 | w-v |
| --------------- | ---- | ---- | ---- | ---- | ---- | --- |
| Australian Open | –    | 1R   | 1R   | –    | 1R   | 0-3 |
| Roland Garros   | 2R   | 1R   | –    | 2R   | 1R   | 2-4 |
| Wimbledon       | 2R   | 1R   | –    | 2R   | –    | 2-3 |
| US Open         | 1R   | 2R   | –    | 2R   | –    | 2-3 |

### Gemengd dubbelspel
| Toernooi        | 2006 |    | 2008 | w-v |
| --------------- | ---- | -- | ---- | --- |
| Australian Open | –    | –  | 0-0  |     |
| Roland Garros   | –    | –  | 0-0  |     |
| Wimbledon       | 1R   | 1R | 0-2  |     |
| US Open         | –    | –  | 0-0  |     |